# Шевельков Володимир Олексійович
Володимир Олексійович Шевельков  (нар. 8 травня 1961, Ленінград, РРФСР, СРСР) — радянський і російський актор та кінорежисер.

## Життєпис
Закінчив Всесоюзний державний інститут кінематографії (1984, майстерня Є. Матвєєва). Був актором студії «Ленфільм» (фільм-опера «Отелло» (1979); кінокартини: «У моїй смерті прошу звинувачувати Клаву К.» (1979), «Пригоди принца Флоризеля» (1979), «Гардемарини, вперед!» (1987, Микита Оленєв (озвучував Андрій Гриневич) тощо).
Знявся у низці фільмів українських кіностудій.
Як режисер-постановник зняв кілька фільмів і телесеріалів, в тому числі спільно з українською кінокомпанією «Film.ua»: «Там, де живе любов» (2006) та «Стерво» (2009).

## Громадська діяльність
У березні 2014 року підписав листа на підтримку політики президента Росії Володимира Путіна щодо російської військової інтервенції в Україну. Фігурант бази даних центру «Миротворець».

## Вибрана фільмографія

### Кіно
| Рік  | Фільм                                      | Оригінальна назва                        | Роль             |
| ---- | ------------------------------------------ | ---------------------------------------- | ---------------- |
| 1979 | У моїй смерті прошу звинувачувати Клаву К. | рос. В моей смерти прошу винить Клаву К. | Сергійко Лавров  |
| 1984 | Дорога до себе                             | рос. Дорога к себе                       | Веня Сидельников |
| 1987 | Оголошенню не підлягає                     | рос. Оглашению не подлежит               | Мілашевський     |
| 1989 | Нечиста сила                               | рос. Нечистая сила                       | Боря Галкін      |
| 1992 | Серця трьох                                | рос. Сердца трёх                         | Френсіс Морган   |
| 1992 | Вишневі ночі                               |                                          |                  |
| 2007 | Кохання під наглядом                       | рос. Любовь под надзором                 |                  |
| 2008 | Тринадцять місяців                         | рос. Тринадцать месяцев                  | Сергій           |

Знявся в українських фільмах:
- «Поїзд поза розкладом» (1985, Олексій)
- «Прем'єра в Сосновці» (1987)
- «Вісімнадцятирічні» (1987)
- «Вишневі ночі» (1991)
- «Убивство в Саншайн-Менор» (1993)
- «Серця трьох» (1992, Френсіс Морган)
- «Серця трьох — 2» (1993)

### Телебачення
| Рік початку участі | Рік закінчення участі | Серіал/телепередача | Оригінальна назва | Роль | Кількість серій |
| ------------------ | --------------------- | ------------------- | ----------------- | ---- | --------------- |
| 2010               |                       | Білий налив         | рос. Белый налив  |      |                 |